# Lugait
Lugait is een gemeente in de Filipijnse provincie Misamis Oriental op het eiland Mindanao. Bij de laatste census in 2007 had de gemeente bijna 17 duizend inwoners.

## Geografie

### Bestuurlijke indeling
Lugait is onderverdeeld in de volgende 8 barangays:
| - Aya-aya - Betahon - Biga - Calangahan - Kaluknayan - Lower Talacogon - Poblacion - Upper Talacogon |

## Demografie
Lugait had bij de census van 2007 een inwoneraantal van 16.863 mensen. Dit zijn 2.159 mensen (14,7%) meer dan bij de vorige census van 2000. De gemiddelde jaarlijkse groei komt daarmee uit op 1,91%, hetgeen lager is dan het landelijk jaarlijks gemiddelde over deze periode (2,04%). Vergeleken met de census van 1995 is het aantal mensen met 3.851 (29,6%) toegenomen.

De bevolkingsdichtheid van Lugait was ten tijde van de laatste census, met 16.863 inwoners op 27,45 km², 614,3 mensen per km².